# Lwanga Szent Károly
Lwanga Szent Károly és vértanútársai szentté avatott ugandai vértanúk, akiket Mwanga bugandai király nevéhez köthető vallásüldözés alatt végeztek ki, 1886 és 1887 között.

## Lwanga Szent Károly élete
Lwanga Károly 1860 és 1865 között született Ugandában. Húszéves korában keresztelkedett meg.
A francia misszionárius Fehér Atyák első csoportja 1879-ben érkezett a mai Uganda területén - részleges államisággal - ma is megtalálható Buganda Királyságba, s noha itt szívesen fogadták őket, de az arab kereskedők ellenük fordították az akkor uralkodó Mtesa királyt, ezért hamarosan menekülniük kellett. Mtesa utóda, Mwanga király 1884-ben hívta vissza a térítő szerzeteseket.
Az udvarban voltak keresztények, köztük Lwanga Károly is, aki apródok vezetője feladatot látta el. Mwanga király kapcsolata a keresztény térítőkkel hamarosan megromlott, s rendeletbe adta, hogy aki nem hagyja el a keresztény vallást, azt megöleti.
Károly ekkor maga köré gyűjtötte imádságos virrasztásra azokat, akik hűségesek voltak a hitükhöz, így készültek a vértanúságra. A közöttük lévő hittanulókat megkeresztelték. Amikor másnap a király felszólította a keresztényeket, hogy álljanak a fal mellé, Károly volt az első, aki kilépett a sorból, és odaállt a nádból font falhoz, majd társai is mellé álltak.
Mwanga király Károlyt és 12 társát 1886. június 3-án elevenen elégettette, amiért hitükhöz ragaszkodva nem engedelmeskedtek neki. A keresztényüldözés 1886 májusa és 1887 januárja között tovább folyt.
A huszonkét ugandai vértanút XV. Benedek pápa 1920-ban avatta boldoggá. XI. Piusz pápa 1934-ben Lwanga Károlyt az Actio Catholica és az afrikai ifjúság védőszentjévé nyilvánította. VI. Pál pápa 1964. október 18-án, a II. Vatikáni Zsinat harmadik ülésszaka alatt avatta őket szentté, amikor pasztorális látogatáson Ugandában járt.

## Vértanútársainak nevei

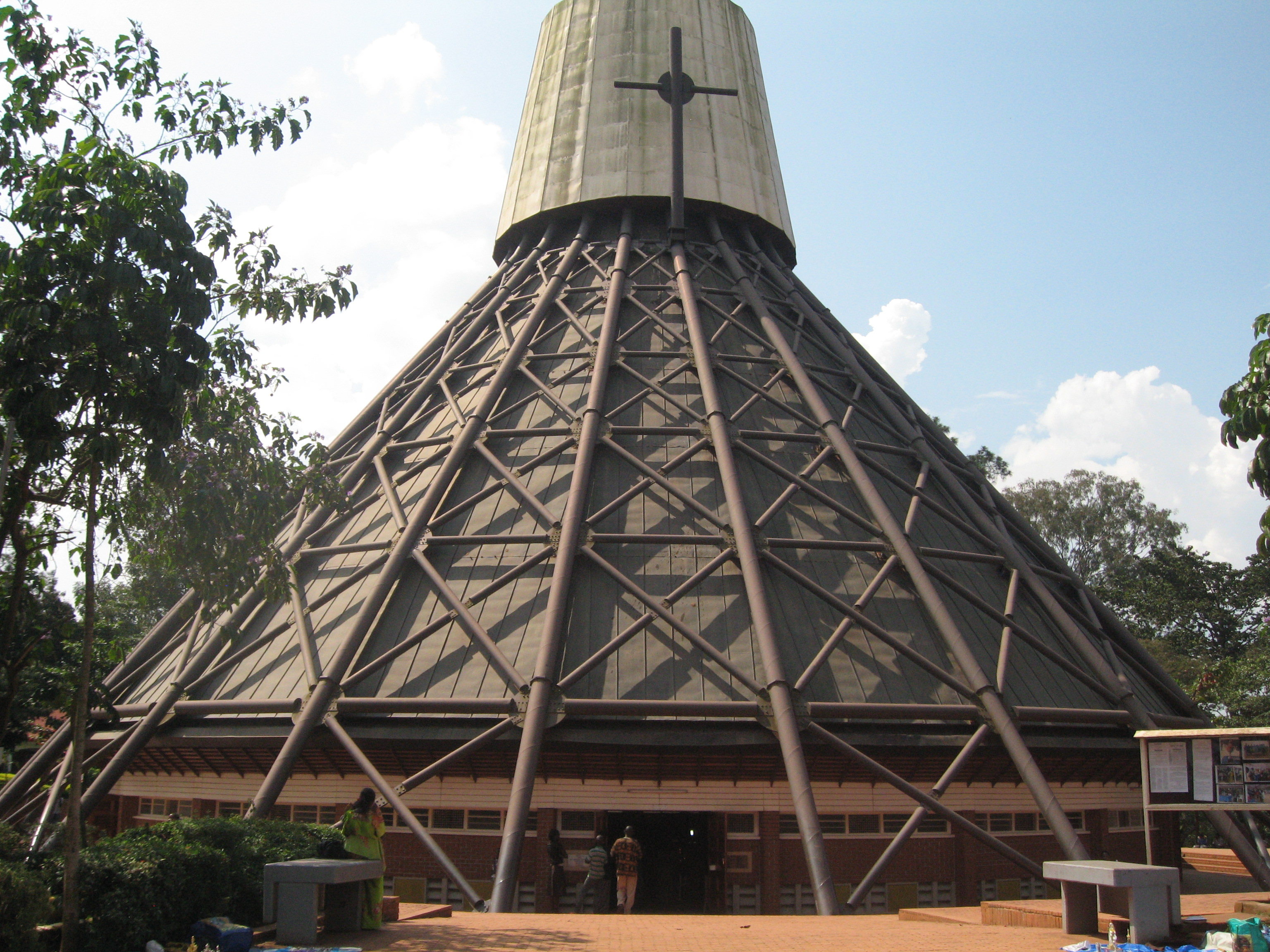
Az Ugandai vértanúk-bazilika

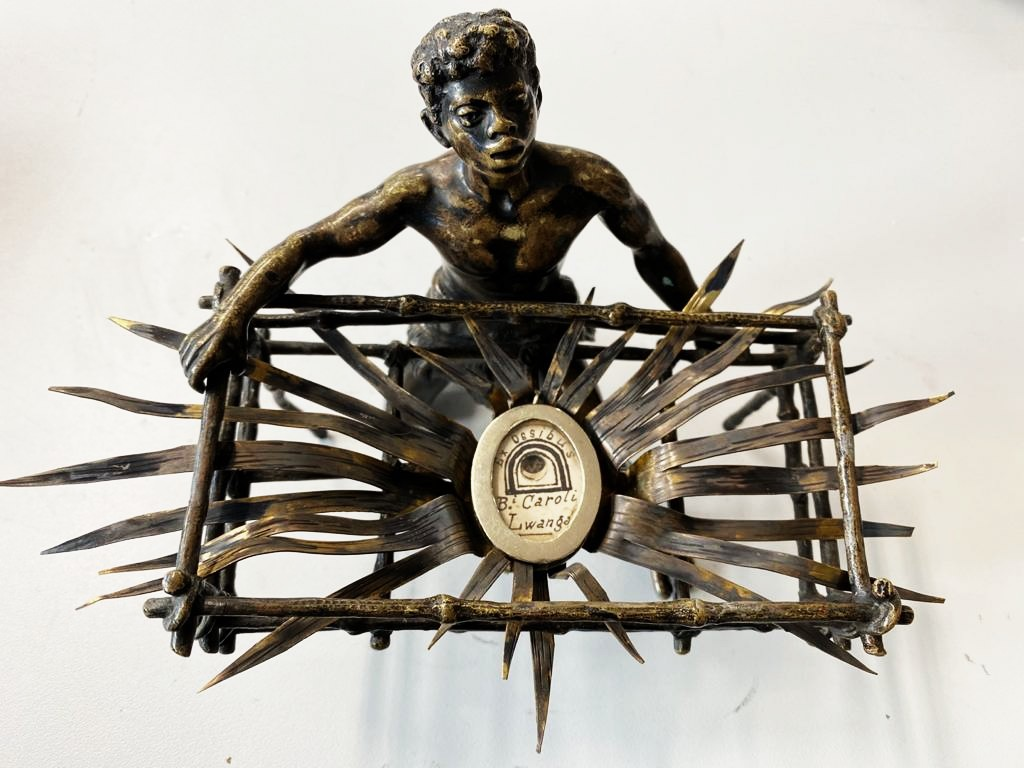
Bronz ereklyetartó Lwanga Szent Károly csontszilánkkal (magántulajdonban)

Lwanga Szent Károlyon kívül 21 főt avattak szentté az ugandai keresztényüldözés miatt. (zárójelben halálozási helyük és dátumuk - amennyiben ismert.)
- Giuseppe Mkasa Balikuddembé († Nakivubo, 1885. november 15.)
- Andrea Kaggwa († Munyonyo, 1886. május 26.)
- Ponziano Ngondwe († Ttakajjunge, 1886. május 26.)
- San Dionigi Ssebuggwawo († Munyonyo, 1886. május 26.)
- Sant'Atanasio Bazzekuketta († Nakivubo, 1886. május 27.)
- Gonzaga Gonza († Lubowa, 1886. május 27.)
- Mattia Mulumba († Kampala, 1886. május 27.)
- Noè Mawaggali († Mityana, 1886. május 31.)
- Luca Baanabakintu
- Giacomo Buuzabalyawo
- Gyaviira
- Ambrogio Kibuuka
- Anatolio Kiriggwajjo
- Mukasa Kiriwawanvu
- Achilleo Kiwanuka
- Kizito, († 1872)
- Adolfo Mukasa Ludigo
- Mugagga
- Bruno Sserunkuuma
- Mbaga Tuzinde
- Giovanni Maria Muzei († Mengo, 1887. január 27.)

## Fordítás
- Ez a szócikk részben vagy egészben  a   Charles Lwanga című angol Wikipédia-szócikk fordításán alapul.  Az eredeti cikk szerkesztőit annak laptörténete sorolja fel. Ez a jelzés csupán a megfogalmazás eredetét és a szerzői jogokat jelzi, nem szolgál a cikkben szereplő információk forrásmegjelöléseként.